# Fauno Barberini
A estátua de mármore em tamanho natural, conhecida por Fauno Barberini ou também Sátiro Bêbedo, fica exposta na Gliptoteca de Munique, na Alemanha. O Fauno é uma entidade da mitologia romana, equivalente ao sátiro da mitologia grega, onde eram seres meio-humanos que apresentavam características animais, frequentemente com uma cauda, pernas, orelhas ou chifres de bode, e seguiam a Baco, deus do vinho.

## Histórico
A estátua foi esculpida por um artista helenístico desconhecido da Escola de Pérgamo, do final do século III a.C. ou começo do século II a.C., ou seria uma cópia romana de alta qualidade. Foi encontrada por volta da década de 1620 no Castelo Sant'Angelo, em Roma, que na Antiguidade havia sido o mausoléu de Adriano. Os trabalhos nesta fortificação foram empreendidos pelo Papa Urbano VIII, da família Barberini, em 1624. O primeiro documento que registra a escultura foi um recibo de restauração, datado de 6 de junho de 1628, quando já pertencia ao Cardeal Francesco Barberini. Quando foi descoberta, a estátua estava bastante estragada; a perna direita, partes de ambas as mãos e da cabeça estavam perdidas. O historiador Procópio de Cesareia registrara que, durante o assédio de Roma em 537 os defensores haviam lançado sobre os godos as estátuas que adornavam o Mausoléu de Adriano, e Johann Winckelmann especula que pelo lugar da descoberta e pelas condições da estátua, o Fauno teria sido um desses projéteis.
A tradição diz que o Cardeal Maffeo Barberini comissionara Gianlorenzo Bernini para restaurar, "mas não há qualquer evidência para a tradição de que Bernini esteve de alguma forma envolvido com a estátua", observaram Francis Haskell e Nicholas Penny em 1981, depois de investigarem toda a documentação e literatura. Foram efetuadas restaurações, inicialmente com estuque, em 1679 por Giuseppe Giorgetti e Lorenzo Ottoni, que permitiram fosse a perna esquerda antiga fosse refixada e colocada a elaborada estrutura que é ilustrada na obra Raccolta di statue de Paolo Alessandro Maffei, de 1704; No século XVIII a perna direita foi refeita em mármore, por Pacetti (1799). A atual versão da escultura apresenta-se sem o braço suspenso partido, que foi restabelecido.

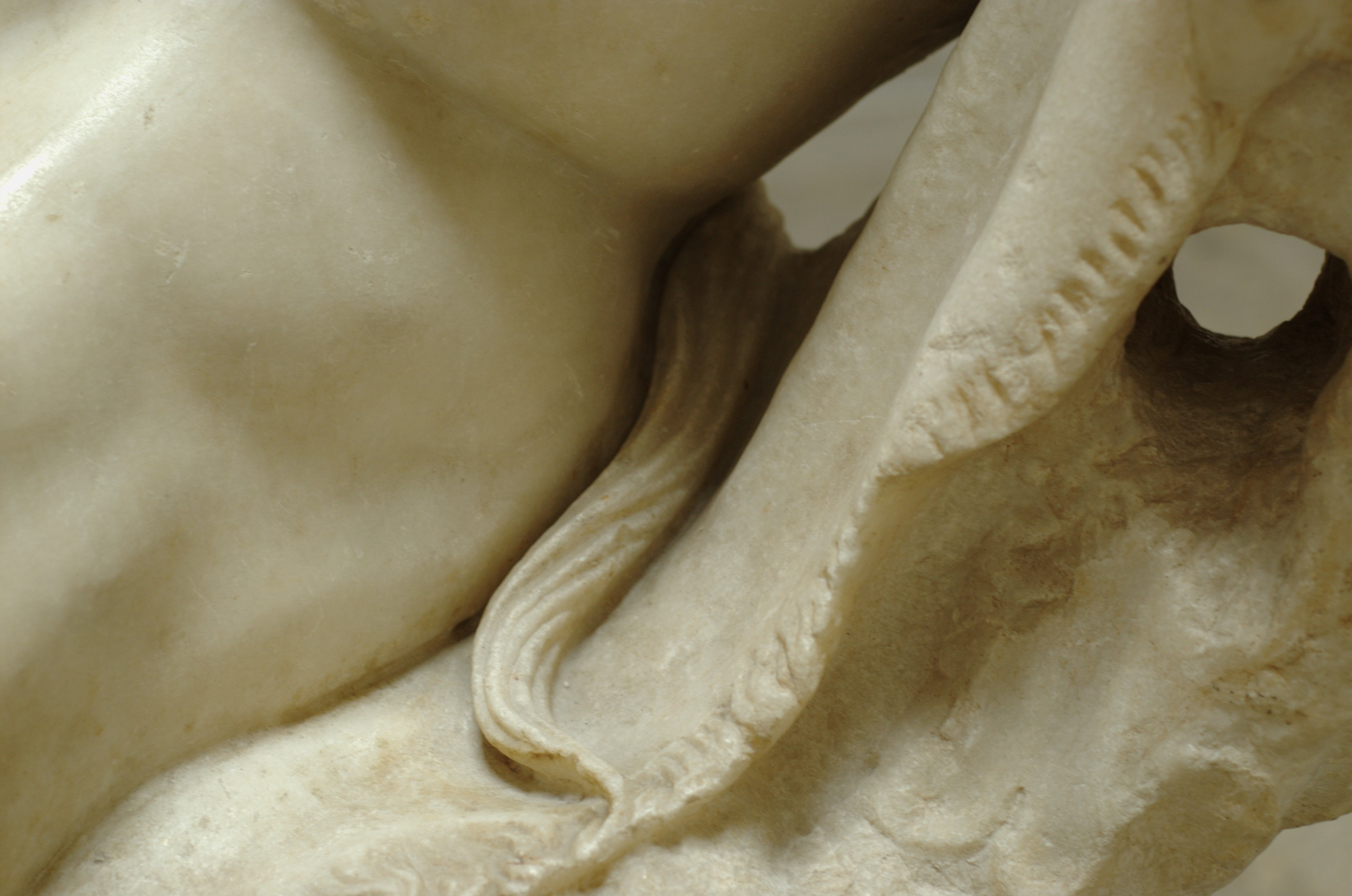
Detalhe da escultura, mostrando sua cauda dobrada.

Estas restaurações do Fauno Barberini podem ter aumentado o aspecto sensual da estátua. Em razão disto a estátua adquiriu a reputação de arte erótica. A nudez na arte grega não é nada novo, mas a sexualidade dessa obra fez com que fosse observada com maior interesse no século XX. A forma acintosa de suas pernas abertas focalizam a atenção para os genitais: Maureen Dowd, colunista do New York Times, comparou as fotografias de nus por Jeff Gannon, que este anunciava pela internet, com o Fauno Barberini. Nem todos os especatadores acham-na tão indecorosa: o "Fauno" foi reproduzido num serviço de porcelana nos anos de 1830, pela Manufatura de porcelana de Nymphenburg.
A escultura ficou albergada no Palazzo Barberini, em Roma, até que foi vendida em 1799 para o escultor e restaurador Vincenzo Pacetti; Pacetti ofereceu-a, então, a vários clientes ingleses e franceses, inclusive a Lucien Bonaparte. Os Barberini lutaram para anular o leilão e a venda eventual do Fauno, depois de muita comoção pública e a proibição de sua expatriação, fortemente apoiada pelo antiquário Carlo Fea e por Antonio Canova - para Luís I da Baviera. Luís havia planejado uma sala especial na Gliptoteca desenhada pelo arquiteto Leo von Klenze antes mesmo que fosse finlizada, e estava no lugar definitivo em 1827. A Gliptoteca foi inaugurada em 1830 para albergar a coleção de esculturas de Luís.

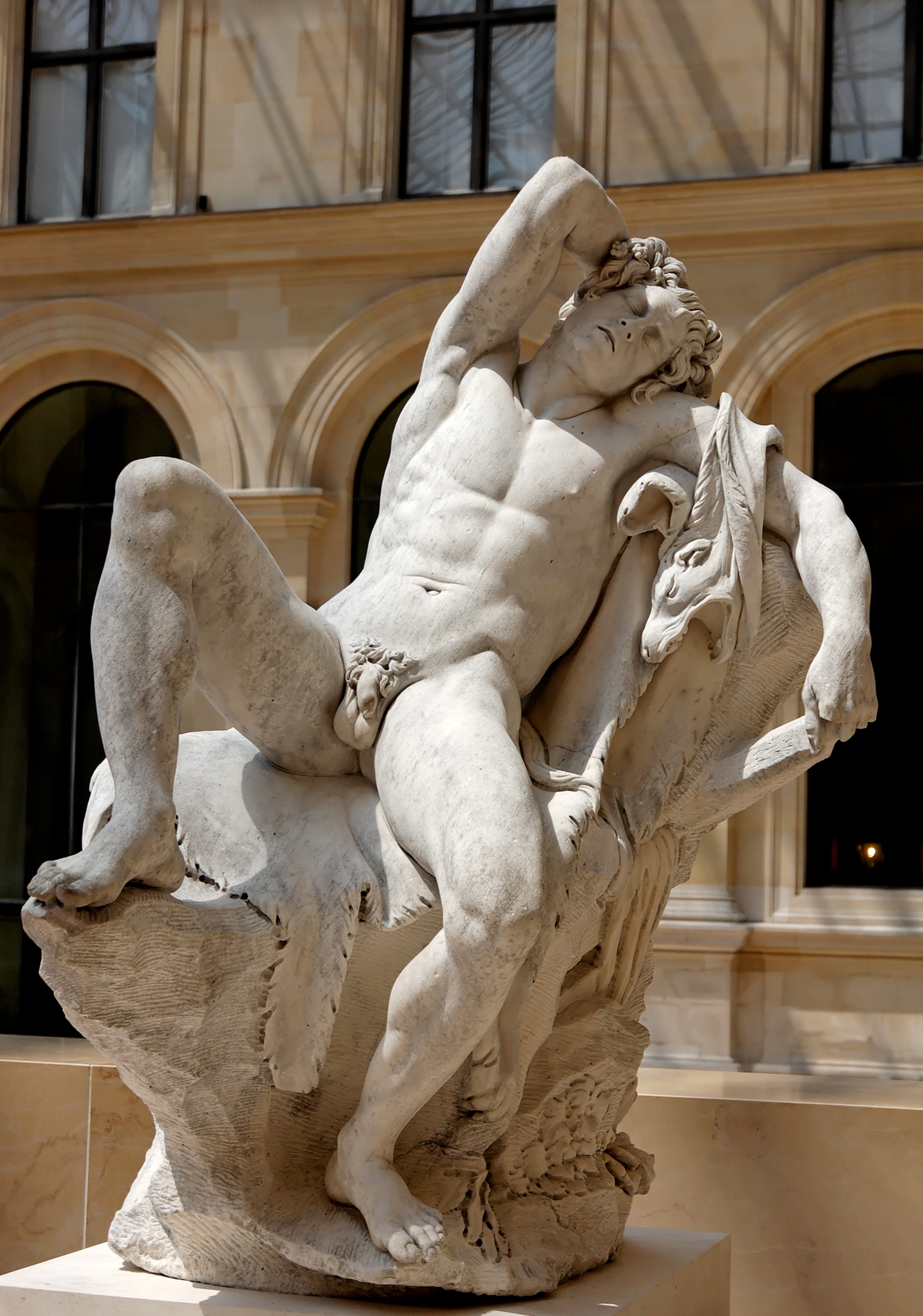
Cópia feita por Edmé Bouchardon (Louvre).

## Cópias
Uma cópia em mármore foi esculpida por Edmé Bouchardon na Vila Médici, em 1726 (imagem). O Cardeal Barberini desejou uma cópia em gesso, para ocupar o lugar do original antigo. O Fauno Barberini de Bouchardon chegou em França no ano de 1732, sendo grandemente admirado. Em 1775 o Duque de Chartres comprou-o para ornar seu elaborado projeto do Parc Monceau. Esta cópia está atualmente exposta no Museu do Louvre.
Uma cópia dourada desta obra está incluída entre as muitas outras réplicas de esculturas clássicas que adornam a cascata principal que desce na parte de trás do palácio de verão de Pedro, o Grande, Peterhof (Petrodvorets), nas cercanias de São Petersburgo, Rússia.